# Karl Edward Wagner
Karl Edward Wagner (ur. 12 grudnia 1945 w Knoxville, Tennessee, zm. 13 października 1994) – amerykański autor horrorów, fantastyki naukowej i heroic fantasy.
Z wykształcenia psychiatra. Zawód porzucił po wydaniu swojej pierwszej książki pt. Darkness Weaves with Many Shades (pol. Pajęczyna utkana z ciemności). Chociaż część jego utworów jest umiejscowiona w świecie wymyślonym przez Roberta E. Howarda (cykle o Conanie i Bran Mak Morn), stworzył także swojego własnego mistycznego i prehistorycznego bohatera – Kane’a, którego imię i pochodzenie nawiązuje do biblijnego Kaina. Przez wiele lat redagował antologię The Year’s Best Horror Stories. Alkoholizm był główną przyczyną jego przedwczesnej śmierci w wieku 49 lat.

### Cykl o Kanie
- Pajęczyna utkana z ciemności (lub Pajęczyna ciemności, Darkness Weaves witch Many Shades, 1970)
- Cień anioła śmierci (Death Angel’s Shadow, zbiór opowiadań, 1973)
  - zawiera: Reflections for the Winter of My Soul (Chłód mego serca), Cold Light (Zimne światło) i Mirage (Miraż),
- Krwawnik (lub Pierścień z krwawnikiem, Bloodstone, 1975)
- Mroczna krucjata (Dark Crusade, 1976)
- Wichry nocy (Night Winds, zbiór opowiadań, 1978) 
  - zawiera: Undertow (Odpływająca fala), Two Suns Setting (Zachód dwóch słońc), The Dark Muse (Mroczna muza), Raven’s Eyrie (Ofiarowanie), Lynortis Reprise (Odroczenie) i Sing a Last Song of Valdese (Ostatnia pieśń Valdesy)
- The Gothic Touch (krótka nowela) – (niewydane po polsku)
- In the Wake of the Night (Nadejście nocy, niedokończona powieść o podróży Kane’a na legendarnym statku Yhosal-Monyr, planowana na 150 tys. słów)
- In the Lair of Yslsl (opowiadanie włączone w ostatni rozdział Mrocznej krucjaty)
- The Other One (Ktoś inny, opowiadanie w antologii Barbarzyńcy, Rebis, 1991),
- The Treasure of Lynortis (opowiadanie napisane w 1961, w 1974 przepisane na nowo jako Lynortis Reprise (Odroczenie) i wydane w Wichrach nocy.
- Lacunae (niewydane po polsku)
- At First Just Ghostly (niewydane po polsku)
- Deep in the Depths of the Acme Warehouse (niewydane po polsku)
- Księga Kane’a (The Book of Kane)
  - zawiera: Reflections for the Winter of My Soul, Sing a Last Song of Valdese, Raven’s Eyrie, The Other One oraz przedtem niepublikowane opowiadanie Misericorde)

### PastiszeutworówRoberta E. Howarda
- Legion from the Shadows (1976) – powieść o Branie Mak Mornie
- Conan i droga królów (The Road of Kings 1979)

### Redakcja antologii
- The Year’s Best Horror Stories, VIII (1980)
- The Year’s Best Horror Stories, IX (1981)
- The Year’s Best Horror Stories, X (1982)
- The Year’s Best Horror Stories, XI (1983)
- The Year’s Best Horror Stories, XII (1984)
- The Year’s Best Horror Stories, XIII (1985)
- The Year’s Best Horror Stories, XIV (1986)
- The Year’s Best Horror Stories, XV (1987)
- The Year’s Best Horror Stories, XVI (1988)
- The Year’s Best Horror Stories, XVII (1989)
- The Year’s Best Horror Stories, XVIII (1990)
- The Year’s Best Horror Stories, XIX (1991)
- The Year’s Best Horror Stories, XX (1992)
- The Year’s Best Horror Stories, XXI (1993)
- The Year’s Best Horror Stories, XXII (1994)